# Її шлюбна ніч
«Її шлюбна ніч» (англ. Her Wedding Night) — чорно-біла романтична комедія 1930 року. Один зі звукових фільмів Клари Боу.

## Сюжет
Американська актриса Норма Мартін проводить відпустку в Парижі. Втомившись від настирливих шанувальників, вона вирішує вирушити з подругою Глорією Маршалл на південь Франції. За фатальним збігом обставин в одному з ними поїзді опиняються Ларрі Чартерс, неймовірно популярний композитор, та його друг — він же наречений Глорії — Боб Талмадж. Ларрі теж ховається від шанувальників, і на час подорожі вони з Бобом в цілях конспірації міняються паспортами. На одній із зупинок Норма і Боб відстають від поїзда. У маленькому містечку, де їх застала ця ситуація, немає готелю, тому вони звертаються за допомогою до мера.
Виникає кумедна плутанина — Норма і Боб не розмовляють французькою, а мер не розуміє ані слова англійською. Прийнявши молодих людей за закоханих, які хочуть одружитися, він дає їм на підпис якісь документи, які насправді є шлюбним свідоцтвом. Таким чином вийшло, що Ларрі, сам того не знаючи, виявився одружений з Нормою — адже Боб вписав у документи його ім'я, а не своє. Коли Норма і Боб наздоганяють своїх попутників, Ларрі закохується в Норму і розуміє, що не проти стати її чоловіком не тільки на папері, а й на ділі.

## У ролях
- Клара Боу — Норма Мартін
- Чарльз Рагглз
- Ральф Форбс — Ларрі Чартерс
- Річард Галлахер — Боб Талмадж
- Женева Мітчелл — Глорія Маршалл